# Екатеріні Стефаніді
Екатеріні Стефаніді (грец. Κατερίνα Στεφανίδη, нар. 4 лютого 1990) — грецька легкоатлетка, яка спеціалузіється в стрибках з жердиною, олімпійська чемпіонка (2016), чемпіонка світу (2017), багаторазова чемпіонка та призерка світових та континентальних першостей в приміщенні.

## Виступи на основних міжнародних змаганнях
| Рік  | Змагання                       | Місто          | Місце | Примітки |
| ---- | ------------------------------ | -------------- | ----- | -------- |
| 2005 | Чемпіонат світу серед юнаків   | Марракеш       | 1     |          |
| 2007 | Чемпіонат світу серед юнаків   | Острава        | 2     |          |
| 2007 | Чемпіонат Європи серед юніорів | Генгело        | 10    |          |
| 2008 | Чемпіонат світу серед юніорів  | Бидгощ         | 3     |          |
| 2011 | Чемпіонат Європи серед молоді  | Острава        | 2     |          |
| 2012 | Чемпіонат Європи               | Гельсінкі      | NH    |          |
| 2012 | Олімпійські ігри               | Лондон         | 1кв14 |          |
| 2013 | Чемпіонат Європи в приміщенні  | Гетеборг       | кв13  |          |
| 2014 | Чемпіонат Європи               | Цюрих          | 2     |          |
| 2015 | Чемпіонат Європи в приміщенні  | Прага          | 2     |          |
| 2015 | Чемпіонат світу                | Пекін          | 2кв9  |          |
| 2016 | Чемпіонат світу в приміщенні   | Портленд       | 3     |          |
| 2016 | Чемпіонат Європи               | Амстердам      | 1     |          |
| 2016 | Олімпійські ігри               | Ріо-де-Жанейро | 1     |          |
| 2017 | Чемпіонат Європи в приміщенні  | Белград        | 1     |          |
| 2017 | Чемпіонат світу                | Лондон         | 1     |          |
| 2018 | Чемпіонат світу в приміщенні   | Бірмінгем      | 3     |          |
| 2018 | Чемпіонат Європи               | Берлін         | 1     |          |
| 2018 | Континентальний кубок          | Острава        | 2     |          |
| 2019 | Чемпіонат Європи в приміщенні  | Глазго         | 4     |          |
| 2019 | Чемпіонат світу                | Доха           | 3     | [ 1 ]    |